# The Ghost Writer
Pour les articles homonymes, voir The Ghost.
Pour plus de détails, voir Fiche technique et Distribution.
The Ghost Writer, ou L'Écrivain fantôme au Québec, est un film d'espionnage franco-germano-britannique coécrit et réalisé par Roman Polanski. Il est sorti en 2010, c'est une adaptation du roman de Robert Harris, L'Homme de l'ombre (titre original : The Ghost).
Un prête-plume ou nègre (Ewan McGregor), qui écrit l'autobiographie d'un ancien Premier ministre britannique (Pierce Brosnan), découvre que ce dernier est impliqué dans des ingérences de la CIA dans la politique extérieure britannique.
Le film a été un succès critique et commercial, et a remporté de nombreux prix cinématographiques, dont celui du meilleur réalisateur pour Polanski au 60e Festival de Berlin et également aux 23e European Film Awards. Il obtiendra quatre César, dont celui de la meilleure réalisation, meilleure adaptation, meilleur montage et meilleure musique.
En France, le film a été très bien accueilli par la critique, un peu moins par le public.

## Synopsis
À Londres, un prête-plume ou nègre (en anglais ghostwriter, littéralement « écrivain fantôme ») à succès est engagé pour terminer les mémoires d'Adam Lang, ancien premier ministre britannique. Il est chargé de reprendre le manuscrit du ghostwriter précédent, mort par noyade dans des circonstances assez troubles.
Le prête-plume se rend sur l'île de Martha's Vineyard, au large des côtes de la Nouvelle-Angleterre, dans une maison au bord de l'océan, où se trouvent Adam Lang, sa femme Ruth et son assistante (et maîtresse) Amelia. Toutefois, le jour même de son arrivée, un ancien ministre du cabinet Lang accuse publiquement celui-ci de complicité de crimes de guerre pour avoir livré illégalement et secrètement des terroristes présumés à la CIA, qui les aurait transférés dans une de ses bases clandestines à l'étranger et soumis à la torture.
Lang s'insurge contre cette accusation, mais la controverse crée une tempête médiatique et attire journalistes et manifestants sur l'île. Au cours de son travail, le prête-plume découvre des indices laissant penser que son prédécesseur avait découvert un lien effectif entre Lang et la CIA.

## Fiche technique
- Titre original et français : The Ghost Writer
- Titre québécois : L'Écrivain fantôme
- Réalisation : Roman Polanski
- Scénario : Roman Polanski et Robert Harris, d'après le roman L'Homme de l'ombre de Robert Harris
- Musique : Alexandre Desplat
- Directeur artistique : Cornelia Ott, David Scheunemann et Steve Summersgill
- Décors : Albrecht Konrad
- Costumes : Dinah Collin
- Photographie : Paweł Edelman
- Montage : Hervé de Luze
- Production : Roman Polanski, Robert Benmussa et Alain Sarde
- Sociétés de production : R.P. Productions, France 2 Cinéma, Elfte Babelsberg Film et Runteam III Ltd.
- Société de distribution : Pathé Distribution (France), Summit Entertainment (États-Unis), Seville Pictures (Canada)
- Budget : 45 millions $[1]
- Pays de production :  France,  Allemagne et  Royaume-Uni
- Langue originale : anglais
- Format : couleur • 2,35:1 • 35 mm - Son DTS • Dolby Digital
- Durée : 128 minutes
- Genre : espionnage, thriller
- Dates de sortie :
  - Allemagne : 18 février 2010
  - France : 3 mars 2010
  - États-Unis : 19 mars 2010
  - Belgique : 24 mars 2010

## Distribution
- Ewan McGregor (V. F. : Dimitri Rataud) : l'écrivain fantôme ou le prête-plume
- Pierce Brosnan (V. F. : Thibault de Montalembert) : Adam Lang, ancien Premier ministre britannique
- Olivia Williams (V. F. : Charlotte Valandrey) : Ruth Lang, épouse d'Adam
- Kim Cattrall (V. F. : Jeanne Savary) : Amelia Bly, assistante et maîtresse d'Adam
- Tom Wilkinson (V. F. : Hervé Pierre) : Paul Emmett
- James Belushi (V. F. : Thierry Hancisse) : John Maddox
- Timothy Hutton (V. F. : Luc-Antoine Diquéro) : Sidney Kroll, avocat d'Adam
- Jon Bernthal : Rick Ricardelli
- Robert Pugh (V. F. : Patrick Bonnel) : Richard Rycart, ancien ministre des Affaires étrangères du Royaume-Uni
- Tim Preece (V. F. : Didier Flamand) : Roy
- Tim Faraday : Barry
- Marianne Graffam : Lucy
- Kate Copeland : Alice
- Soogi Kang : Dep
- Lee Hong Thay : Duc
- Eli Wallach (V. F. : Michel Robin) : le vieil homme de Martha's Vineyard
- David Rintoul (V. F. : Georges Claisse) : l'ancien soldat britannique qui tue Adam Lang
- Anna Botting : la présentatrice du journal de Sky TV
- Morgane Polanski : la réceptionniste
- Yvonne Tomlinson : l'hôtesse de l'air
- Milton Welch : le chauffeur de taxi
- Alister Mazzotti : le garde du corps
- Clayton Nemrow : un journaliste

Source et légende : Version française (V. F.) sur AlloDoublage

## Production

### Genèse du projet
À l'origine, Roman Polanski voulait adapter un autre roman de Robert Harris, Pompéi. Le studio Summit Entertainment est ensuite attaché au projet, qui est officiellement annoncé au Festival de Cannes 2007. Malgré cela, le film ne voit pas le jour. Robert Harris envoie alors son roman L'Homme de l'ombre à Polanski, alors que le livre n'est même pas encore publié. Le réalisateur est immédiatement séduit et décide de l'adapter sur grand écran, avec Robert Harris lui-même comme coscénariste.

« Notre méthode a consisté à écrire un premier jet, en nous inspirant des scènes et de la structure du livre, puis à le reprendre et à le retravailler sans hésiter, en supprimant des passages entiers et en essayant d'améliorer le rythme. Ce qui m'a frappé en travaillant avec Roman, c'est que j'ai eu le sentiment de réécrire mon livre. Certains éléments dans le film sont plus réussis que dans le roman. Le script est plus percutant. Si le film est plus fort que le livre, c'est entre autres parce qu'on ne quitte jamais cet univers de bord de mer, et cette atmosphère de ports et de plages à l'abandon. »

— Robert Harris

### Attribution des rôles
Au début du lancement du projet, Nicolas Cage et Tilda Swinton y sont associés. Mais Kim Cattrall remplace ensuite Tilda Swinton dans le rôle de l'assistante de Lang.
Nicolas Cage quant à lui doit tenir le rôle principal de l'écrivain fantôme, mais décline l'offre en raison d'un problème d'emploi du temps, Benjamin Gates 3, devant se tourner en janvier 2009. C'est Ewan McGregor qui reprend le rôle du prête-plume, dont le nom n'est jamais prononcé dans le film. Pour l'acteur, c'est un honneur de travailler avec Roman Polanski :

« Je m'attendais à ce qu'il me pousse à me surpasser, et c'est d'ailleurs ce que je souhaitais. Il donne toujours aux comédiens des commentaires inattendus qui les aident à incarner leurs personnages. Il vous fournit énormément de détails sur le rôle et vous explique quel regard vous devez porter sur le monde autour de vous, comment vous êtes censé vous déplacer, et à quoi ressemblent les décors. Je crois que c'est grâce à son sens du détail que les situations sont aussi vraisemblables. »

— Ewan McGregor
Pierce Brosnan incarne quant à lui Adam Lang, l'ancien Premier ministre britannique. Ce personnage rappelle à de nombreux égards Tony Blair, quoique l'auteur nie formellement s'en être inspiré, puisque l'idée du scénario lui serait venue bien avant l'élection de Blair :

« Cela fait plusieurs années que j'ai le projet de L'Homme de l'ombre. Cela remonte sans doute à une quinzaine d'années avant que Tony Blair ne devienne Premier ministre. Ce qui m'intéressait vraiment, c'était l'idée d'un mensonge imaginé par un ancien dirigeant politique face à un homme censé rédiger ses mémoires. »

— Robert Harris
On notera l'apparition d'Eli Wallach, 93 ans à l'époque du tournage, dans le rôle du vieil homme sur l'île de Martha's Vineyard.

### Tournage

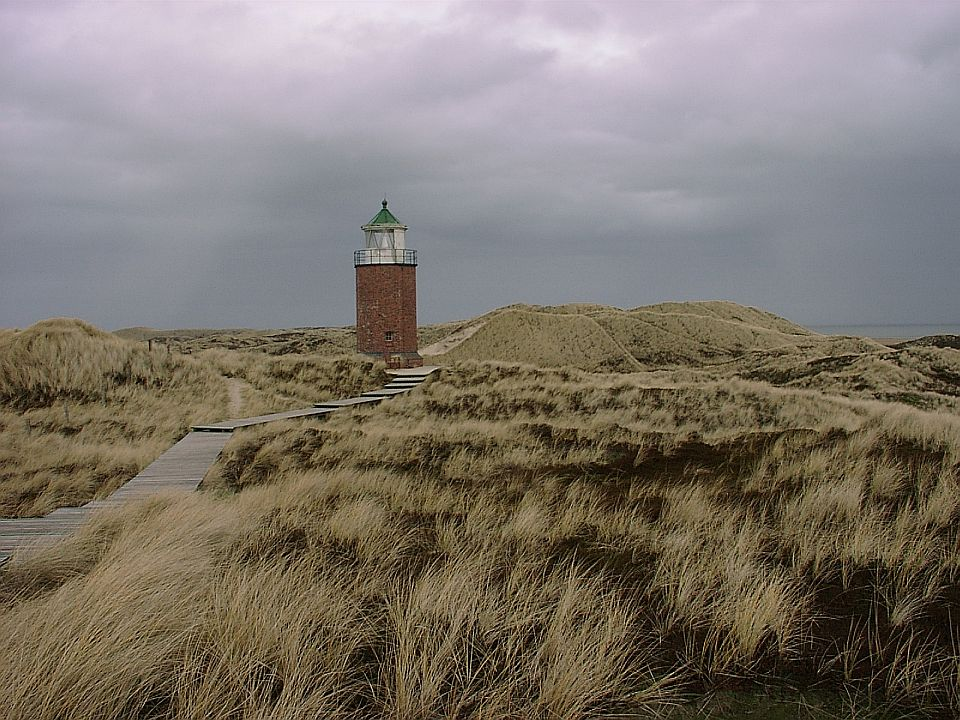
Le phare de l'île de Sylt, au milieu des dunes apparaissant dans le film.

L'essentiel de l'action est censé se dérouler sur l'île de Martha's Vineyard, sur la côte Sud de la presqu'île du Cap Cod, dans l'État du Massachusetts aux États-Unis. En réalité, comme Polanski ne peut pas séjourner dans ce pays pour des raisons judiciaires, le tournage s'est déroulé en Allemagne (Berlin, Strausberg, Potsdam, Usedom, îles de Sylt et de Pellworm en mer du Nord) ainsi que sur l'île de Rømø au Danemark.
Dans le film, on peut apercevoir pour la première fois au cinéma le Boeing 787 (en image de synthèse, aux couleurs de la compagnie Virgin Atlantic). De même, dans la maison de Lang, l'immense baie vitrée offrant une vue sur la mer a nécessité des trucages, en effet, une vraie baie vitrée aurait donné une luminosité trop irrégulière pendant le tournage.
Certaines des toiles qui ornent la résidence de Lang ont été réalisées par le peintre et cinéaste Jerzy Skolimowski, scénariste du Couteau dans l'eau, rencontré par Polanski pendant ses études de cinéma.

## Postproduction
La postproduction du film est marquée par l'arrestation de Roman Polanski le 27 septembre 2009 à Zurich. En effet, un juge américain a obtenu contre lui depuis plusieurs années un mandat d'arrêt international pour l'entendre à nouveau dans le cadre d'une affaire de mœurs intervenue en 1978, pour laquelle le cinéaste a déjà été condamné mais à une faible peine de prison. Le 12 juillet 2010, neuf mois et demi après l'avoir interpellé, les autorités suisses le libèrent. De sa cellule puis de son chalet de Gstaad où il est assigné à résidence durant plusieurs mois, il achève la postproduction de The Ghost Writer. Certains ont fait un parallèle entre sa situation et celle de Lang reclus dans son île.

## Bande originale
Sauf indication contraire, les informations mentionnées dans cette section peuvent être confirmées par le générique de fin de l'œuvre audiovisuelle présentée ici, ainsi que par la base de données cinématographiques IMDb,  présente dans la section « Liens externes ».
- Hatherton par David Majzlin.
- Marcia funebre : Adagio assai de la Symphonie nº 3 de Ludwig van Beethoven de 1805.

Musiques non mentionnées dans le générique
Par Alexandre Desplat :
1. The Ghost Writer - 1:42
2. Rhinehart Publishing - 1:00
3. Travel to the Island - 2:30
4. Lang's Memoirs - 1:45
5. Chase on the Ferry - 2:32
6. Suspicion - 2:51
7. Investigation - 2:09
8. Hidden Documents - 2:10
9. The Old Man - 1:18
10. In the Woods - 3:42
11. Prints - 1:46
12. The Predecessor - 2:29
13. Pr. Paul Emmett - 5:41
14. Bicycle Ride - 1:53
15. Lang and the CIA - 2:22
16. The Truth About Ruth - 4:56
17. The Ghost Writer (Reprise) - 1:49

## Accueil
L'œuvre est saluée par ses pairs, elle obtient de nombreuses récompenses, notamment un césar de la meilleure réalisation.

### Accueil critique
En dépit de la personnalité controversée de son réalisateur, le film obtient des critiques très positives en France : le site Allociné propose une note moyenne de 4,6⁄5 à partir de l'interprétation de critiques provenant de 24 titres de presse.
Aux États-Unis, le film (« étranger ») est moins bien noté. Sur l'agrégateur américain Rotten Tomatoes, le film récolte 84 % d'opinions favorables pour 206 critiques. Le consensus des critiques du site Web se lit comme suit : "Bien qu'il puisse manquer du punch révélateur des meilleurs films de Polanski, The Ghost Writer bénéficie d'une mise en scène élégante, d'un scénario tendu et d'une forte performance centrale d'Ewan McGregor."Sur Metacritic, il obtient une note moyenne de 77⁄100 pour 35 critiques.

### Box-office
Doté d'un budget de 45 millions de dollars, les recettes atteignent un peu plus de soixante millions de dollars dans le monde.
En France le film fait 1 millions d'entrées à sa sortie.
| Pays ou région    | Box-office        | Date d'arrêt du box-office | Nombre de semaines |
| ----------------- | ----------------- | -------------------------- | ------------------ |
| États-Unis Canada | 15 541 549 $      | 17 juin 2010               | 17                 |
| France            | 1 081 016 entrées |                            |                    |
| Mondial           | 60 222 298 $      | -                          | -                  |

## Distinctions
Source : Internet Movie Database
- Festival de Berlin 2010
  - Ours d'argent de la meilleure réalisation : Roman Polanski
- Prix du cinéma européen 2010 
  - Film européen de l'année
  - Réalisateur européen de l'année : Roman Polanski
  - Acteur européen de l'année : Ewan McGregor
  - Scénariste européen de l'année : Robert Harris et Roman Polanski
  - Compositeur européen de l'année : Alexandre Desplat
  - Décorateur européen de l'année : Albrecht Konrad
- César 2011
  - Prix :
    - Meilleure réalisation : Roman Polanski
    - Meilleure adaptation : Roman Polanski et Robert Harris
    - Meilleur montage : Hervé de Luze
    - Meilleure musique : Alexandre Desplat

  - Nominations :
    - Meilleur film
    - Meilleure photographie : Paweł Edelman
    - Meilleur son : Jean-Marie Blondel, Thomas Desjonqueres et Dean Humphreys
    - Meilleurs décors : Albrecht Konrad
- Los Angeles Film Critics Association 2010 
  - Meilleure musique : Alexandre Desplat
- Phoenix Film Critics Society 2010 
  - Nomination pour la meilleure musique : Alexandre Desplat
- Saturn Awards 2010
  - Nominations :
    - Meilleur acteur dans un second rôle : Pierce Brosnan
    - Meilleure réalisation : Roman Polanski
    - Meilleur film dramatique
    - Meilleur scénario adapté : Robert Harris et Roman Polanski
- World Soundtrack Awards 2010 
  - Compositeur de l'année : Alexandre Desplat (récompense globale pour Julie et Julia, Fantastic Mr. Fox et Twilight, chapitre II : Tentation)
- Grand prix de la FIPRESCI 2010
- Prix Lumières 2011
  - Meilleure réalisation : Roman Polanski
  - Meilleur scénario : Roman Polanski et Robert Harris
  - Nomination pour le prix du meilleur film
- Étoiles d'or du cinéma français 2011
  - Meilleure réalisation : Roman Polanski
  - Meilleure musique : Alexandre Desplat
  - Nomination pour le meilleur film
- London Film Critics Circle 2011
  - Nominations :
    - Meilleur acteur britannique dans un second rôle : Pierce Brosnan
    - Meilleure actrice britannique dans un second rôle : Olivia Williams

## Analyse
Ce thriller est une parabole politique, étroitement articulée à l'actualité. Le personnage de Lang, ancien premier ministre britannique, présente de nombreuses similitudes avec Tony Blair même si Robert Harris nie formellement s'en être inspiré, puisque l'idée du livre lui est venue, affirme-t-il, bien avant l'élection même de Blair. Beaucoup d'observateurs reconnaissent néanmoins en Lang — dont un de ses collègues fait observer qu'il n'a jamais pris une seule mesure susceptible de déplaire aux États-Unis — la figure du Premier ministre britannique au moment de la guerre d'Irak. De multiples détails vont dans ce sens. L'un d'eux est la présence répétée du panneau liar (« menteur ») chez les manifestants anti-Lang : on sait que les manifestants  anti-Blair se plaisaient à écrire son nom sous la forme de l'anagramme Tony B. Liar. De même, l'entreprise d'armements Hatherton, qui prête un jet privé à Lang, porte un nom qui est presque l'homophone de la multinationale Halliburton (un des principaux fournisseurs de l'armée américaine, soupçonnée de maintes accointances avec le monde politique). Le film apparaît donc au total comme une « charge virulente contre l'impérialisme américain » et la docilité des gouvernants européens.